# 27658 Dmitrijbagalej
27658 Dmitrijbagalej eller 1978 RV är en asteroid i huvudbältet som upptäcktes den 1 september 1978 av den rysk-sovjetiske astronomen Nikolaj Tjernych vid Krims astrofysiska observatorium på Krim. Den har fått sitt namn efter Dmitrij Ivanovich Bagalej.
Asteroiden har en diameter på ungefär 8 kilometer.